# Антильский широколист
Антильский широколист (лат. Brachyphylla cavernarum) — вид летучих мышей семейства листоносых.

## Внешний вид и строение
Общая длина тела с головой от 65 до 118 мм, предплечья длиной от 51 до 69 миллиметров, ступни длиной от 17 до 23 мм, длина ушей от 18 до 24 мм, размах крыла около 440 мм. Средняя масса составляет 45 граммов. Мех густой и длинный, от грязно белого до коричневого цвета, более тёмный на спине. Крылья широкие. Самцы, как правило, больше самкок. Кариотип 2n = 32, температура тела около 40 °C.

## Среда обитания и экология
Этот вид известен от Пуэрто-Рико, Виргинских островов, через Малые Антильские острова на юг до Сент-Винсент и Барбадоса. Днюют в пещерах или тоннелях. Рацион состоит из насекомых, пыльцы и особенно фруктов (таких как манго, папайя и саподилла).

## Размножение
Видимо, спаривания происходит в феврале, а детёныши рождаются в июне после беременности длиной около четырёх месяцев. Молодые особи начинают летать в два месяца.